# Autumntales
Autumntales – album zespołu Lyriel, wydany w 2006 roku przez Black Bards Entertainment. Album został stworzony w silnym nurcie celtyckiego rocka z odrobiną rocka gotyckiego i folku. Znajdują się tu skoczne utwory, charakterystyczne dla tego gatunku, jak i spokojne i wolne. Tematyką tekstów są po raz drugi jest baśń, natura, przemijanie, los, miłość także jesień. W utworze "My favourited dream" można odszukać się odniesienia do Kopciuszka, sam utwór zawiera gościnny występ Sabiny Dünser. Na krążku jest także cover "Hijo de la luna" Mecano. Na koniec utworu została dodana dedykacja dla zmarłej tragicznie Sabine Dünser.

## Utwory
1. First Autumn Days (instrumentalny) 2:06
2. Surrender In Dance (sł. Linda Laukamp) 3:41
3. Memoria (sł. Linda Laukamp) 3:34
4. My Favourite Dream (sł. Olivier Thierjung)(występ gościnny Sabine Dünser) 3:47
5. Promised Land (sł. Linda Laukamp, Matthias Prause) 3:15
6. Days Of Yore (sł. Linda Laukamp) 4:12
7. Fairyland (sł. Olivier Thierjung) 3:45
8. Autumntales (sł. Linda Laukamp, Carolin Schweitzer) 4:10
9. Wild Birds (sł. Linda Laukamp) 3:15
10. Hijo De La Luna (cov. Mecano) 4:09
11. Enchanted Moonlight (sł. Olivier Thierjung) 4:51
12. Regen (sł. Katharina Goll) 4:05
13. Last Autumn Days (instrumentalny) 1:26
14. My Favourite Dream (Utwór dedykowany Sabine Dünser) 3:49